# 陈伟 (1966年)
陈伟（1966年10月—），男，汉族，浙江金华人，中华人民共和国政治人物，中国共产党党员。解放军信息工程学院（现解放军信息工程大学）电子技术学院信息系统专业毕业，哈尔滨船舶工程学院自动控制系自动控制理论及应用专业硕士、华东理工大学自动控制与电子工程系工业自动化专业博士、日本东京工业大学研究生院经济管理专业博士学位。

## 生平
历任山东省威海市市长助理、科技副市长、市委常委，共青团山东省委书记，中共枣庄市委副书记、代市长、市长等职。2011年12月任中共枣庄市委书记。2015年1月被免职。据报道他与令计划妻子谷丽萍关系密切。2015年2月28日，据山东省纪委消息，陈伟涉嫌违纪并接受组织调查。
2015年7月28日，陈伟因严重违纪被开除党籍，降为科级非领导职务。
2018年2月，离开政界，任中国景易集团执行董事、浙江华景通旅游开发有限公司董事长。